# Jiří Kulhánek
Jiří Kulhánek (ur. 8 marca 1996) – czeski piłkarz występujący na pozycji defensywnego pomocnika w słowackim zespole Spartak Trnawa.